# Lamine Diarrassouba
Lamine Diarrassouba (n. 1 ianuarie 1986 în Abidjan, Coasta de Fildeș) este un fotbalist ivorian ce evoluează ca atacant la echipa slovacă FK Senica. In cariera sa, a jucat și în România, pentru echipele Politehnica Iași și FC Brașov.

## Carieră
În anul 2008, Politehnica Iași l-a transferat pe Lamine Diarrassouba de la clubul egiptean Al Sekka Al-Hadid. Jucătorul a plecat din România în ianuarie 2009, dar a semnat un nou contract cu  Politehnica Iași pe 25 martie 2009 din cauză că nu a găsit un alt club la care să se transfere. În vara anului 2010, în urma desființării echipei din Iași, a devenit liber de contract și fost adus la FC Brașov. Pentru aceștia a marcat un gol decisiv în meciul din 16-imile Cupei României împotriva Chimiei Brazi. După venirea la conducerea echipei brașovene a antrenorului portughez António Conceição, în pauza de iarnă a sezonului, s-a decis să se renunțe la el iar jucătorul și-a reziliat contractul de comun acord cu clubul. Pe 26 ianuarie 2011 clubul francez de liga a doua Nîmes Olympique a anunțat transferul lui Diarrassouba. Avea însă să urmeze o perioadă nefastă pentru echipa franceză, în care aceasta a pierdut poziții importante în clasament, ajungând de la mijlocul clasamentului să termine campionatul pe penultimul loc, retrogradabil in liga a treia. Diarrassouba a continuat la Nîmes și după retrogradarea echipei, făcându-și apariția în total în zece partide, în care a reușit să marcheze un singur gol. În luna februarie a anului 2012, a fost transferat de către vicecampioana Slovaciei, FK Senica, cu care a semnat un contract valabil doi ani.